# Мельников, Сергей Николаевич
Серге́й Никола́евич Ме́льников (7 июля 1959 года, Жуковский, Московская область — 5 сентября 2010 года, Москва) — советский военнослужащий, заслуженный лётчик-испытатель Российской Федерации (1998), Герой Российской Федерации (1995).

## Биография

### Ранние годы
Родился 7 июля 1959 года в городе Жуковском Московской области. В 1977 году, через год после окончания средней школы, поступил в Ейское высшее военное училище лётчиков.

### Служба и работа
Проходил службу в строевых частях ВВС в Гяндже (Азербайджан). С 1986 года — в запасе. В 1987 году окончил Школу лётчиков-испытателей. С 1987 года — на лётно-испытательной работе в ОКБ «Сухой».
В 1989 году без отрыва от основной работы окончил Московский авиационный институт.
Принимал непосредственно участие в испытаниях и доводках самолётов Су-17, Су-25, Су-27, Су-33. Участвовал в испытаниях и сдаче на вооружение самолётов палубного базирования Су-33 и Су-25УТГ. С 1989 года на комплексе «НИТКА» (город Саки) участвовал в подготовке к посадкам на авианесущий корабль.
Начиная с лета 1992 года, на Су-25УТГ подготовил большую группу лётчиков ВМС для базирования на тяжёлом авианесущем крейсере «Адмирал Кузнецов». За эту работу 7 марта 1995 года был удостоен звания Герой России с вручением медали «Золотая Звезда» (№ 125).
29 апреля 1999 года поднял в небо (в качестве второго лётчика) и затем провёл испытания Су-33УБ (Су-27КУБ). Совершил 200 посадок на палубу авианосца.
С 2001 года — заместитель начальника лётной службы Лётно-испытательной и доводочной базы ОКБ «Сухой».

### Смерть
Умер после продолжительной болезни 5 сентября 2010 года. Похоронен на Быковском кладбище г. Жуковского.

### Семья
Отец, Николай Степанович — преподаватель Московского авиационного института, профессор, доктор технических наук, работал заместителем начальника ЛИИ им. М. М. Громова.
Мать, Валентина Ивановна — ведущий инженер по лётным испытаниям в Школе лётчиков-испытателей ЛИИ.
Дети:
Дочь Лана 1986 г.р.,
Дочь Юлия 1996 г.р.,
Сын Тимур 2003 г.р.

## Награды и звания
- Герой Российской Федерации (7 марта 1995) — за мужество и героизм, проявленные при испытании, доводке и освоении новых образцов техники
- Заслуженный лётчик-испытатель Российской Федерации (1998)
- Орден Почёта (2001)
- Медали

## Память
- Именем Сергея Мельникова назван один из самолётов Сухой SuperJet 100 (бортовой номер RA-89007) авиакомпании «Центр-Юг»
- Также именем героя названа Средняя общеобразовательная школа № 7 в г. Жуковском
- Сергею Мельникову посвящена песня Михаила Калинкина и песня Николая Анисимова («Серега Мельников»).